# Die weiße Schwester (1933)
Die weiße Schwester (OT: The White Sister) ist ein US-amerikanischer Spielfilm aus dem Jahr 1933 mit Helen Hayes und Clark Gable unter der Regie von Victor Fleming.

## Handlung
Prinzessin Angela Chiaromonte steht kurz vor der Hochzeit mit dem Bankier Ernesto Traversi, als der Zufall sie mit dem Soldaten Giovanni Severi zusammenführt. Hals über Kopf verliebt sich Angela in den gutaussehenden Giovanni. Zunächst widersteht die junge Frau den Avancen ihres Verehrers und entsagt unter Bezug auf die anstehende Verlobung weiteren Treffen. Doch Giovanni erscheint unaufgefordert auf dem großen Gartenfest, das Prinz Chiromonte, Angelas Vater, anlässlich der anstehenden Hochzeit zu Ehren seiner Tochter gibt. Es kommt zu einem leidenschaftlichen Kuss zwischen den Liebenden, als plötzlich der Prinz erscheint. Er verbietet seiner Tochter jeden weiteren Kontakt zu Giovanni, doch Angela läuft mit ihrem Geliebten einfach davon. Ihr Vater folgt den beiden Flüchtigen und kommt dabei zu Tode. Angela und Giovanni wollen heiraten, doch dann wird der junge Mann eingezogen. Kurz danach erhält Angela die Nachricht, ihr Geliebter sei gefallen. Vor Reue über den Tod ihres Vaters und aufgrund ihres gebrochenen Herzens entsagt Angela der Welt und nimmt den Schleier. Kurz danach  arbeitet Angela in einem Lazarett nahe an der Front, als plötzlich Giovanni, der gar nicht gefallen ist, vor ihr steht. Dessen Freude, seine Geliebte wieder zu sehen, wird getrübt durch Angelas strikte Weigerung, dem geistlichen Stand wieder zu entsagen. Tief enttäuscht verlässt Giovanni sie, nur um kurz danach von den Kugeln des Feindes getroffen zu werden. Er stirbt in den Armen von Angela, die ihm ihre ewige Liebe gesteht.

## Hintergrund
Francis Marion Crawfords Roman Die weiße Schwester aus dem Jahr 1909 war bereits mehrfach verfilmt worden, darunter 1923 mit Lillian Gish und Ronald Colman unter der Regie von Henry King. MGM plante 1932 eine erneute Adaption und sah darin ein geeignetes Folgeprojekt für Helen Hayes, die für Die Sünde der Madelon Claudet auf der Oscarverleihung 1932 mit dem Oscar als beste Darstellerin ausgezeichnet wurde. Für die männliche Hauptrolle war zunächst Douglas Fairbanks junior vorgesehen, ehe Clark Gable den Zuschlag erhielt. Prinz Chiaromonte sollte zunächst von Richard Bennett, dem Vater von Constance und Joan Bennett, gespielt werden.
Helen Hayes und Clark Gable drehten kurz danach Nachtflug, wo sie zwar Eheleute spielen, allerdings keine gemeinsamen Szenen haben.

## Kinoauswertung
Die Herstellungskosten beliefen sich auf 625.000 US-Dollar, was dem Budget für eine überdurchschnittlich teuere Produktion bei MGM entsprach. An der Kinokasse erwies sich der Film als sehr populär. In den USA spielte er 750.000 US-Dollar ein, zu denen weitere 922.000 US-Dollar von den Auslandsmärkten kamen. Bei einem kumulierten Einspielergebnis von 1.672.000 US-Dollar konnte das Studio am Ende einen stattlichen Profit von 456.000 US-Dollar realisieren.